# دوقية سافوي

علم دوقية سافوي.

دوقية سافوي هي دولةٌ حكمتها أسرة سافوي واستمرت من عام 1416 إلى 1860 في الجزء الشماليّ من شبه الجزيرة الإيطالية بالإضافة إلى بعض الأراضي الواقعة في فرنسا في الوقت الحاضر. كانت دوقية سافوي إحدى الدول التي تألفت منها الإمبراطورية الرومانية المقدسة.